# Igor' Leonidovič Kirillov
Igor' Leonidovič Kirillov (in russo Игорь Леонидович Кириллов?; Mosca, 14 settembre 1932 – Mosca, 29 ottobre 2021) è stato un giornalista sovietico e, dal 1991, russo.
È stato un cronista e presentatore della Central'noe televidenie SSSR (CT USSR), l'ente televisivo statale dell'Unione Sovietica, dove ha condotto l'edizione delle 21:00 del telegiornale Vremja, presentato cinque edizioni del festival Pesnja goda e molte celebrazioni di stato annuali.

## Biografia
Iniziò a lavorare per la CT SSSR nel 1957, dopo un'esperienza lavorativa di due anni al teatro Taganka di Mosca. Per trent'anni fu co-conduttore del telegiornale di prima serata Vremja.
Kirillov, spesso affiancato dalla collega Nonna Bоdrova, ha ricoperto il ruolo di annunciatore nei principali eventi dello stato sovietico sin dagli anni cinquanta, documentando anche le annuali celebrazioni ufficiali. Nell'ottobre 1957 annunciò in televisione il lancio dello Sputnik 1 e nell'aprile 1961 il volo di Jurij Gagarin.
Nel 1971 contribuì a fondare e presentò le prime cinque edizioni di Pesnja goda, il principale festival musicale sovietico e poi russo, trasmesso anche dopo lo scioglimento dell'URSS. Nel 1977 venne insignito del premio di Stato dell'Unione Sovietica e nel 1988 ricevette il titolo di artista del popolo.
Tra gli anni settanta e ottanta, ha seguito i funerali di Leonid Brežnev e dei suoi successori, Jurij Andropov e Konstantin Černenko, l'invasione sovietica dell'Afghanistan e le Olimpiadi di Mosca. Kirillov accompagnò anche importanti leader sovietici nelle loro visite ufficiali nei paesi stranieri come reporter ufficiale.
Si ritirò come conduttore nel 1987, lavorando ancora alla CT SSSR (successivamente Ostankino e Obščestvennoe Rossijskoe Televidenie), per poi andare definitivamente in pensione nel 1996.
È stato maestro di cerimonia di alcuni concerti e della tipica parata della giornata della vittoria in Russia del 9 maggio.
Nel 2006 venne insignito dell'ordine al merito per la Patria.
Morì nel 2021 all'età di 89 anni, per complicazioni da COVID-19. 

## Carriera

### Presentatore
- 1957 - 1987: Vremja
- 1971 - 1975: Pesnja goda